# École française de Rome
Ne pas confondre avec le lycée français de Rome, l'Académie de France à Rome ou la Villa Médicis
Pour les articles homonymes, voir EFR.
L’École française de Rome (EFR) est un institut français de recherche en histoire, en archéologie et en sciences humaines et sociales, placée sous la tutelle de l’Académie des inscriptions et belles-lettres. Elle dépend du ministère de l'Enseignement supérieur et de la Recherche et fait partie du Réseau des Écoles françaises à l'étranger (ResEFE), qui comprend également l'École française d'Athènes, la Casa de Velázquez, l'Institut français d'archéologie orientale du Caire et l'École française d'Extrême-Orient.

## Description
L'EFR est l’héritière de l’Institut de correspondance archéologique, créé en 1829 pour accueillir les savants et chercheurs étrangers à Rome. Regroupant principalement des Français et des Allemands, l’Institut disparaît avec la guerre franco-prussienne de 1870. Se créent sur ses cendres l’Institut archéologique allemand (en 1871) puis une section romaine de l’École française d'Athènes (en 1873). En 1875 enfin, cette dernière devient l’École française de Rome.
Depuis 1876, elle occupe le second étage du palais Farnèse à Rome, conjointement avec l’ambassade de France en Italie. Elle accueille 18 membres (généralement pour 3 ans), recrutés parmi les doctorants avancés et les docteurs et accorde chaque année 150 bourses de un ou deux mois à de jeunes chercheurs dont les recherches nécessitent une présence en Italie.
En 1940, lors de la déclaration de guerre à l’Italie, Jérôme Carcopino, qui était directeur de l’École depuis 1937, ferme l’École et quitte l’Italie pour regagner la France. En juillet 1944, Adrien Bruhl, ancien membre de l’École, venu en Italie avec l’armée du général Juin, s’emploie à la remise en ordre les locaux au Palais Farnèse. Le 13 juin 1945 débute la direction d’Albert Grenier, marquant la réouverture de l’École française de Rome, où les membres retournent en décembre 1945.

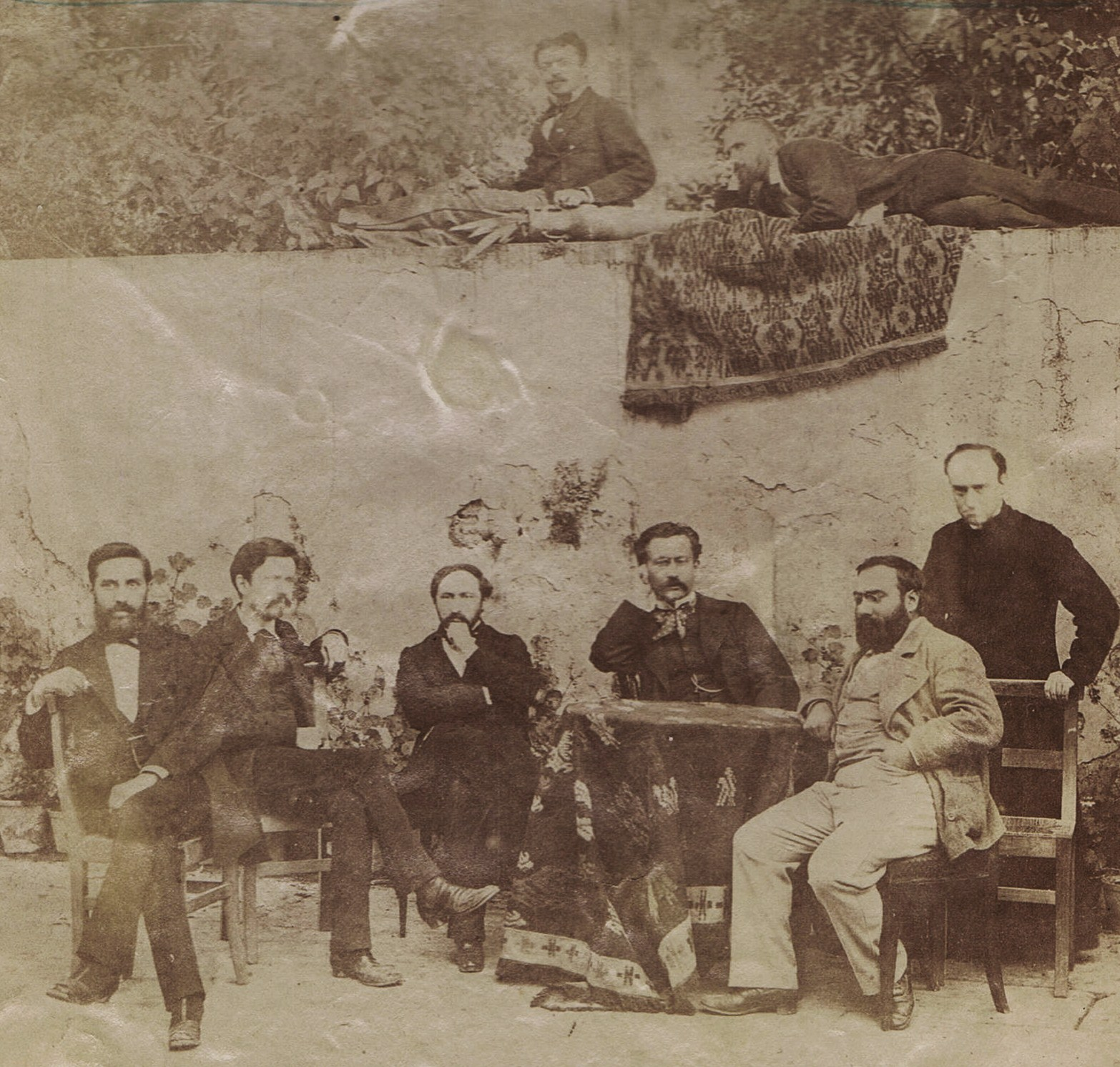
Louis Duchesne, debout à droite, à l'École française de Rome, vers 1873-1876.
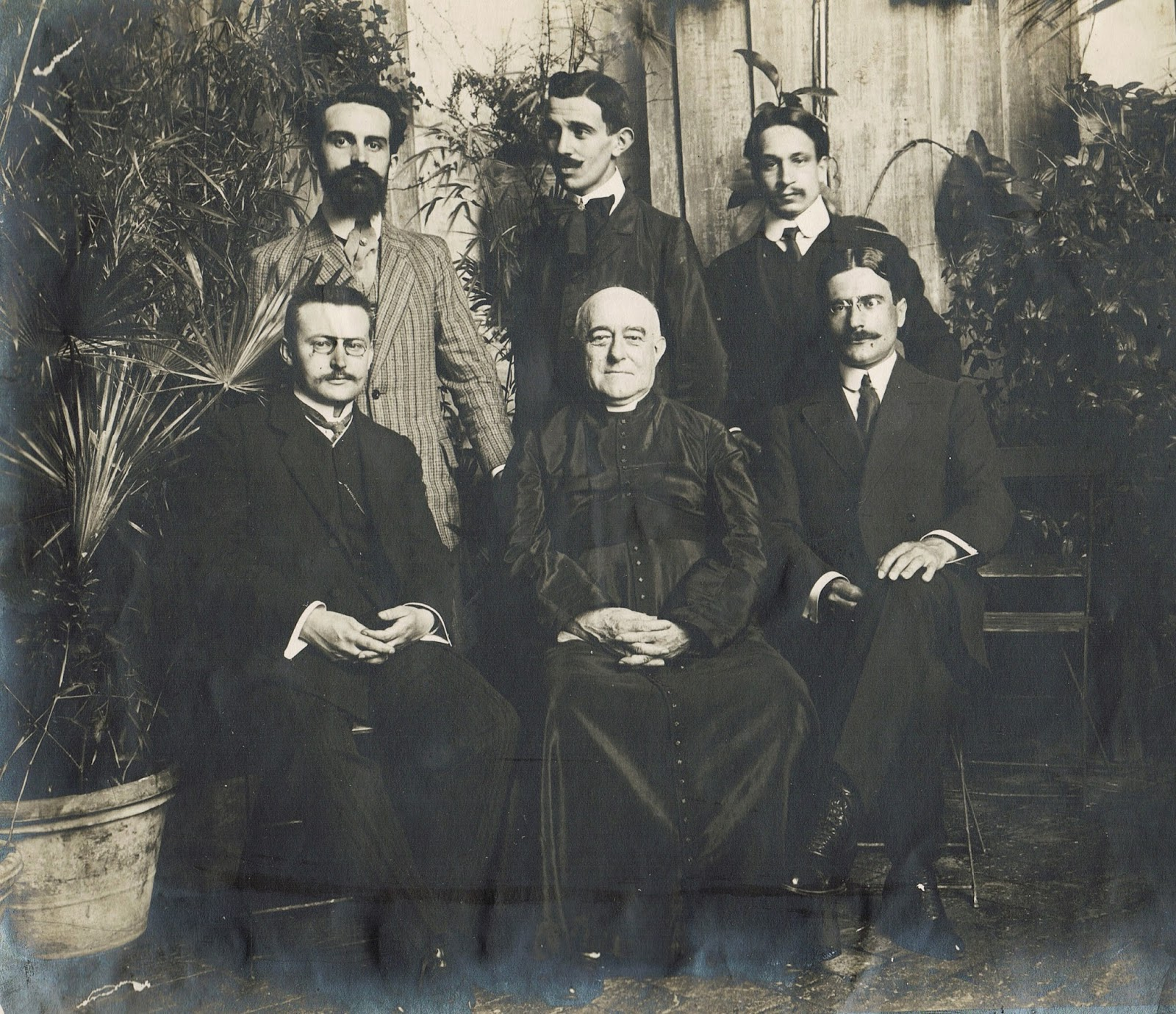
Louis Duchesne, directeur de l'École française de Rome, avec des disciples.
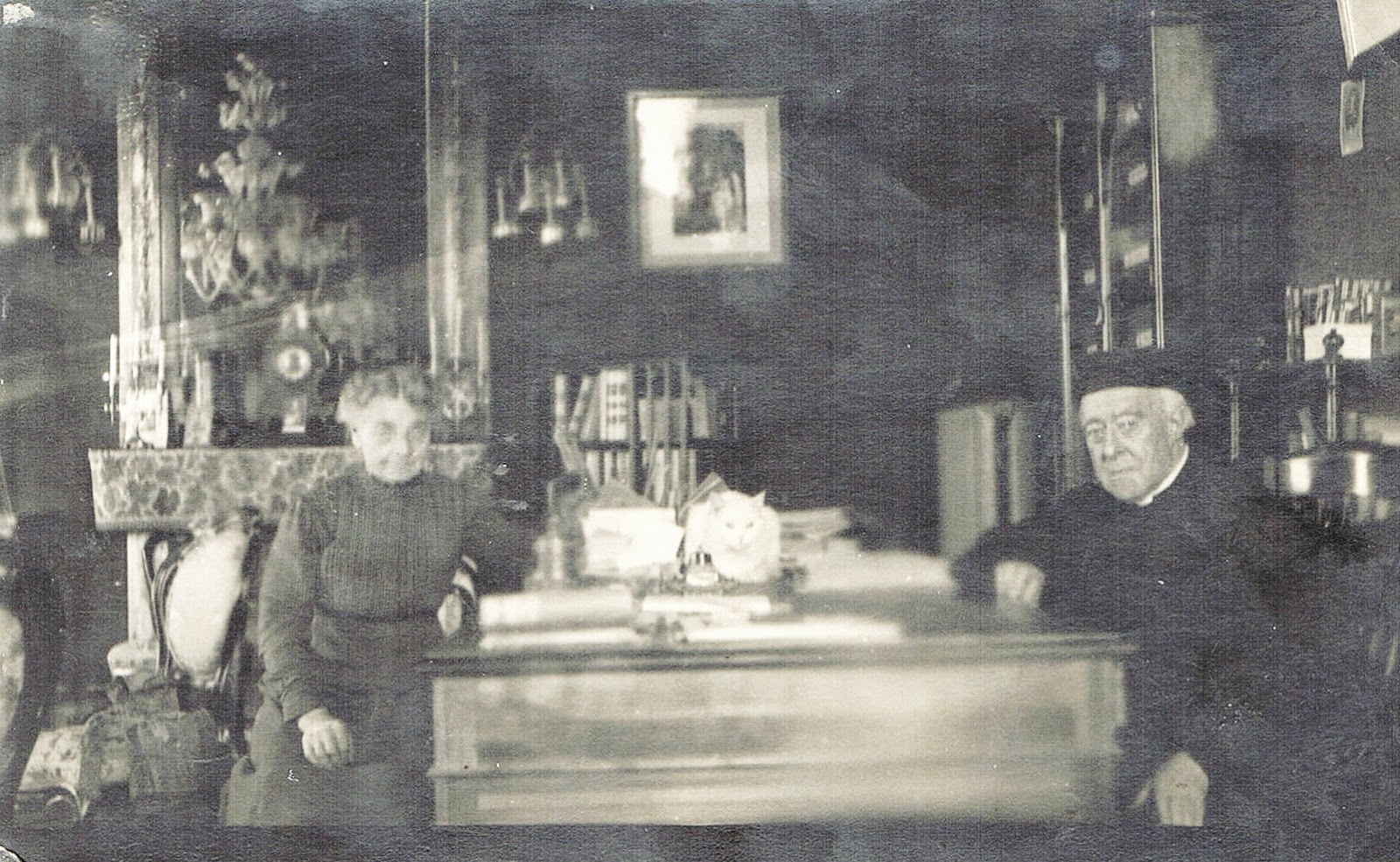
Louis Duchesne au Palais Farnèse en avril 1921, en compagnie de Mlle Rosa Bucle, sa fidèle servante.

L’École française de Rome est dirigée par un directeur et divisée en trois sections (Antiquité, Moyen Âge, Période moderne et contemporaine), dirigées chacune par un directeur des études. Elle possède sa maison d’édition, les Publications de l'École française de Rome, qui publie la Collection de l'École française de Rome et la Bibliothèque des Écoles françaises d'Athènes et de Rome, qui accueille les thèses et travaux académiques des anciens membres de l'EFR et de l'École française d'Athènes ; elle publie plusieurs revues d’histoire issues des Mélanges d’archéologie et d’histoire (1881-1970) : les Mélanges de l'École française de Rome : Antiquité (MEFRA), les Mélanges de l'École française de Rome : Moyen Âge (MEFRM) et les Mélanges de l'École française de Rome : Italie et Méditerranée (Époque moderne et contemporaine, sciences sociales). Ces revues sont numérisées dans le portail Persée.
Outre des programmes de recherche en histoire et en sciences sociales, l'EFR organise des chantiers de fouilles archéologiques en Italie (Bolsena, Civita di Tricarico, Pompéi, Ostie, Musarna, Palatin, Megara Hyblaea, etc.), en Afrique du Nord (Jebel Oust, Carthage, Kouass) et dans les Balkans (Loron), ainsi que des opérations de prospections pédestres (dans les Abruzzes) ou géophysiques (Apollonia).
En collaboration avec le CNRS, l'EFR gère également le centre Jean-Bérard de Naples, qui se consacre plus spécialement à l'archéologie de l'Italie du Sud (fouilles de Cumes, Herculanum).

## Bibliothèque
Depuis sa fondation, l’École française de Rome a développé une importante bibliothèque, ouverte à ses membres, aux anciens membres et à des chercheurs agréés. Située dans le Palais Farnèse, dans le même bâtiment que l’ambassade de France en Italie, la bibliothèque de l’École française de Rome offre une vaste et riche collection de presque 215 000 documents imprimés, couvrant tous les domaines de l'archéologie, de l'histoire et des sciences sociales relatifs à Rome, l'Italie et la Méditerranée centrale de la Préhistoire à nos jours. Elle acquiert également de la documentation concernant l'histoire de l'Église. C’est la plus grande bibliothèque de recherche française à l’étranger.
Louis Duchesne, directeur de l’EFR entre 1895 et 1922 y a apporté sa marque. Il souhaitait faire de cette bibliothèque non seulement un puissant instrument de travail entre les mains des membres de l’Ecole, mais aussi un moyen d’affermir l’influence scientifique de la France en Italie.
La bibliothèque s’étale sur deux étages et demi du Palais Farnèse: le 2e étage, la mezzanine et le 3e étage. Il y a 168 places de lecture pour 180 000 volumes en accès libre et 2 000 titres de périodiques. Environ 30 000 documents sont stockés dans un entrepôt au sous-sol du bâtiment et sont accessibles sur demande.
Depuis 1989, la bibliothèque de l’École conserve, enrichit et valorise le fonds Volterra, un dépôt de 7 200 volumes qui concernent l’histoire du droit, 1 200 imprimés anciens et 17 000 tirés à part. Ce fonds appartenait à Edoardo Volterra, professeur de droit et résistant italien, qui a terminé sa carrière à l’Université de Rome. Bibliophile passionné, sa bibliothèque constitue une source de référence pour l’histoire du droit.
Le catalogue de la bibliothèque est consultable via l'interface Catalogue Farnèse, l'outil de découverte qui agrège les ressources des bibliothèques de trois institutions : l'École française de Rome, l'Académie française de Rome et le Centre Jean Bérard de Naples.
L’inscription mensuelle ou annuelle permet aussi d’accéder aux ressources électroniques de la bibliothèque. En plus des grands classiques (Brill, De Gruyter, Classiques Garnier, Cairn, OpenEdition), sont accessibles de nombreuses ressources liées à l’archéologie, la patrologie, l’histoire antique.

## Administration

### Directeurs
- Albert Dumont[8] (1874–1875), Académie des inscriptions et belles-lettres ;
- Auguste Geffroy (1875–1882), Académie des sciences morales et politiques ;
- Edmond Le Blant[9] (1882–1888), Académie des inscriptions et belles-lettres ;
- Auguste Geffroy[10] (1888–1895), Académie des sciences morales et politiques ;
- Louis Duchesne[11] (1895–1922), Académie française ;
- André Pératé, intérim (1922–1923) ;
- Émile Mâle (1923–1937), Académie française ;
- Jérôme Carcopino (1937–1940), Académie française ;
- Albert Grenier (1945–1952), Académie des inscriptions et belles-lettres ;
- Jean Bayet (1952–1960), Académie des inscriptions et belles-lettres ;
- Pierre Boyancé (1960–1970), Académie des inscriptions et belles-lettres ;
- Georges Vallet (1970–1983), Académie des inscriptions et belles-lettres ;
- Charles Pietri (1983–1991), Académie des inscriptions et belles-lettres ;
- Maurice Lenoir, administrateur provisoire (1991-1992) ;
- Claude Nicolet (1992–1995), Académie des inscriptions et belles-lettres ;
- André Vauchez (1995–2003), Académie des inscriptions et belles-lettres ;
- Michel Gras (2003–2011), Accademia nazionale dei Lincei ;
- Catherine Virlouvet (2011–2019), Accademia nazionale dei Lincei ;
- Brigitte Marin (depuis 2019).

### Secrétaires généraux
- Adrien Bruhl (1946–1953) ;
- Louis Carolus-Barré (1953–1958) ;
- André Guillou (1958–1968) ;
- Jean-Paul Morel (1968–1972) ;

### Directeurs des études

#### Antiquité
- Pierre Gros (1972–1976), Académie des inscriptions et belles-lettres ;
- Michel Gras (1976–1985) ;
- Maurice Lenoir (1985–1993) ;
- Catherine Virlouvet (1993–1999) ;
- Stéphane Verger (1999–2005) ;
- Yann Rivière (2005–2011) ;
- Stéphane Bourdin (2011–2017) ;
- Nicolas Laubry (2017–2023) ;
- Audrey Bertrand (2023-).

#### Moyen Âge
- André Vauchez (1972–1979), Académie des inscriptions et belles-lettres ;
- Jean-Claude Maire Vigueur (1979–1986) ;
- Jean-Yves Tilliette (1986–1990) ;
- Jacques Dalarun (1990–1997), Académie des inscriptions et belles-lettres ;
- François Bougard (1997–2004) ;
- Marilyn Nicoud (2004–2010) ;
- Stéphane Gioanni (2010–2016) ;
- Pierre Savy (2016–2022) ;
- Vivien Prigent (2022-).

#### Période moderne et contemporaine
- Maurice Aymard (1972–1976) ;
- Philippe Levillain (1977–1982), Académie des sciences morales et politiques ;
- Gérard Delille (1982–1988) ;
- Philippe Boutry (1988–1994) ;
- Catherine Brice (1994–2000) ;
- Brigitte Marin (2000–2006) ;
- Jean-François Chauvard (2006–2012) ;
- François Dumasy (2012–2015) ;
- Fabrice Jesné (2015–2021) ;
- Laura Pettinaroli (2021-2024) ;
- Albane Cogné (2024-).

### Quelques membres
- Yves-Marie Bercé (1959), Académie des inscriptions et belles-lettres ;
- Michel de Boüard (1930), Académie des inscriptions et belles-lettres ;
- Édith Brayer (1942, 1946), Académie des inscriptions et belles-lettres ;
- Suzanne Clémencet (1929) ;
- André Chaumeix (1898), Académie française ;
- Ivan Cloulas (1957) ;
- Mgr Claude Dagens (1965), Académie française ;
- Mgr Louis Duchesne (1873), Académie française
- Alphonse Dupront (1930) ;
- Arthur Engel (1878) ;
- Gaston Etchegoyen (1920) ;
- Jean Favier (1956), Académie des inscriptions et belles-lettres ;
- Robert Fawtier (1911), Académie des inscriptions et belles-lettres et Accademia nazionale dei Lincei ;
- Laurent Feller (1983) ;
- Georges Goyau (1892), Académie française ;
- Albert Grenier (1904), Académie des inscriptions et belles-lettres ;
- Pierre Grimal (1935), Académie des inscriptions et belles-lettres ;
- Louis Halphen (1904), Académie des inscriptions et belles-lettres ;
- Jacques Heurgon (1928), Académie des inscriptions et belles-lettres ;
- Léon Homo (1897), Académie des inscriptions et belles-lettres ;
- Camille Jullian (1880), Académie française ;
- Georges Lacour-Gayet (1880), Académie des sciences morales et politiques ;
- Ernest Langlois (1883), Académie des inscriptions et belles-lettres ;
- Georges Laplace (1956) ;
- Gabriel Le Bras (1925), Académie des sciences morales et politiques ;
- Dom Jean Leclercq (1943), British Academy ;
- Jacques Le Goff (1952) ;
- Louis Madelin (1895), Académie française ;
- Henri-Irénée Marrou (1930), Académie des inscriptions et belles-lettres ;
- Pierre de Nolhac (1882), Académie française ;
- André Piganiol (1906), Académie des inscriptions et belles-lettres ;
- Maurice Prou (1884), Académie des inscriptions et belles-lettres ;
- Jacques Revel (1970) ;
- Romain Rolland (1889), prix Nobel de littérature ;
- Charles Samaran (1901), Académie des inscriptions et belles-lettres ;
- John Scheid (1974), Académie des inscriptions et belles-lettres ;
- Pierre Toubert (1958), Académie des inscriptions et belles-lettres ;
- André Vauchez (1965), Académie des inscriptions et belles-lettres ;
- Jacques Verger (1969), correspondant de l’Académie des inscriptions et belles-lettres ;
- Paul Veyne (1955), Collège de France ;
- Georges Yver (1894).

- Pour une liste plus complète des membres de l’École, voir :
  - catégorie: Membre de l'École française de Rome
  - Annuaire des membres de l'École française de Rome (1873-2020)

## L'archéologie à l'École française de Rome
Dès les premières années, sous l’impulsion du directeur Auguste Geffroy, les membres de l’École française de Rome se consacrent au récolement des inscriptions en Italie centrale et à l’étude de sites ou de vestiges archéologiques. Emmanuel Fernique est ainsi un des premiers à rassembler les inscriptions du territoire des Marses, à étudier la collection du Musée de Capoue (1874), ou les vestiges de Préneste (1880), et enfin à conduire des sondages dans la campagne prénestine. Juste après lui, René de la Blanchère se consacre à l’étude des vestiges de Terracina et des marais pontins, tandis qu’en 1889, Stéphane Gsell fouille une partie des nécropoles de Vulci, sur les propriétés des Torlonia. Peu après, Albert Grenier consacre une vaste étude à Bologne, villanovienne et étrusque.
Après l’établissement du protectorat sur la Tunisie, les membres de l’École française de Rome commencent à orienter leur activité archéologique vers l’Afrique du Nord. La Blanchère inaugure le service des Antiquités de Tunisie et fait ouvrir en 1888 le musée du Bardo. En 1890-1891, Jacques Toutain consacre ses travaux au culte de Saturne et Auguste Audollent rassemble les inscriptions de la région de Constantine. En 1893, H. Graillot relève des monuments inédits dans la région de Timgad et de Khenchela, avant que S. Gsell ne se consacre à l’étude de la région et ne rédige sa monumentale synthèse. Outre ces études historiques ou épigraphiques, les membres de l’EFR conduisent des opérations de fouille en Afrique du Nord, comme M. Besnier dans le camp de Lambèse en 1897, L. Homo et A. Merlin à Dougga à partir de 1899, Jacques Zeiller à Thignica en 1906, Jacques Heurgon et Jean Lassus à Tipasa, etc. Cette activité en Afrique du Nord s’est poursuivie jusqu’à nos jours, avec en particulier les fouilles de la colline de Byrsa à Carthage, de Sufétula, de Bulla Regia, de Cherchell, de Volubilis, de la nécropole de Pupput, du complexe thermal et monumental de Jebel Oust, de l’habitat de Sidi Jdidi.
En Italie même, c’est après la 2e guerre mondiale que l’activité archéologique des instituts étrangers recommence. Dès 1946, Raymond Bloch entame des recherches autour de Bolsena et à partir de 1962, des fouilles permettent la mise au jour du forum d'époque romaine et des habitations adjacentes. À partir de 1949, sous la direction de François Villard et de Georges Vallet, commence la fouille de la colonie mégarienne de Mégara Hyblaea, sur la côte orientale de la Sicile, qui dure jusqu’en 1992. La fouille a repris en 2006, sous la direction d’Henri Tréziny. À partir de 1956, avec le recrutement de Georges Laplace, l'EFR s'implique en archéologie préhistorique. Par la suite, l’EFR est intervenue dans de nombreuses régions d’Italie, notamment en entreprenant des recherches sur la colline du Pincio (1982-2005) ou sur le Palatin (1985-1998), en reprenant la fouille du port fluvial d’Aquilée (1991-2005), de l’agglomération lucanienne de Civita di Tricarico en Basilicate, de la cité grecque puis lucanienne de Paestum, de la colonie tarquinienne de Musarna et de ses nécropoles ou en participant à la fouille de la nécropole celto-étrusque de Monterenzio Vecchio (2000-2005), ainsi que dans les Balkans (Sirmium, Salone, Caricin Grad).
Actuellement[Quand ?], l’École française de Rome poursuit son activité archéologique aussi bien en Italie, dans le domaine préromain (prospections et sondages sur les habitats fortifiés des Vestins et des Péligniens Superaequani, dans les Abruzzes), romain (étude des vestiges du stade de Domitien à la Piazza Navona, fouille de la villa de Loron en Croatie, de l’agglomération de Kouass au Maroc, de la catacombe des Saints-Pierre-et-Marcellin, de la Vigna Barberini sur le Palatin, du temple de la Fortune Auguste et des boulangeries de Pompéi, avec des carottages dans la zone du Portus et l’étude des entrepôts de Trajan), ainsi qu’avec des chantiers archéologiques d’époque médiévale (Sabra al-Mansûryia en Tunisie, bains de Cefalà en Sicile, cimetière et habitat de Lezha en Albanie). Elle participe, en collaboration avec l’École française d'Athènes, à la fouille de la ville grecque d’Apollonie d'Illyrie, en Albanie.
Le Centre Jean-Bérard de Naples, qui est une unité de recherche mixte associant le CNRS et l’École française de Rome, organise également des recherches archéologiques, en particulier dans la nécropole de Cumes, à Pompéi et Herculanum, à Laos et à Arpi.
Depuis près de 140 ans donc, l’École française de Rome est un acteur majeur de la recherche archéologique en Méditerranée occidentale. Actuellement[Quand ?], elle vise à renforcer ses partenariats, au sein d’équipes internationales, et à s’ouvrir toujours plus à l’apport de l’archéométrie et des disciplines connexes, dans le but d’améliorer, sur la longue durée (de la Préhistoire à la fin du Moyen Âge), la connaissance des sociétés du bassin méditerranéen, tout en contribuant à la formation à la recherche des jeunes archéologues et en diffusant largement ses résultats dans les publications ou sur son site Internet (www.efrome.it).